# Oberdrauburg
Oberdrauburg is een gemeente in de Oostenrijkse deelstaat Karinthië, gelegen in het district Spittal an der Drau. De gemeente heeft ongeveer 1300 inwoners.

## Geografie
Oberdrauburg heeft een oppervlakte van 69.91 km². Het ligt in het zuiden van het land.

## Persoonlijkheden

### Ereburger
- Franz Jochum

### Zonen en dochters van de stad
- Hellmuth Marx

Bad Kleinkirchheim · Baldramsdorf · Berg im Drautal · Dellach im Drautal · Flattach · Gmünd in Kärnten · Greifenburg · Großkirchheim · Heiligenblut am Großglockner · Irschen · Kleblach-Lind · Krems in Kärnten · Lendorf im Drautal · Lurnfeld · Mallnitz · Malta in Kärnten · Millstatt am See · Mörtschach · Mühldorf · Oberdrauburg · Obervellach · Radenthein · Rangersdorf · Reißeck · Rennweg am Katschberg · Sachsenburg · Seeboden am Millstätter See · Spittal an der Drau (stad) · Stall · Steinfeld · Trebesing · Weissensee · Winklern
- Gemeinsame Normdatei: 4295358-3
- Nationale Bibliotheek van Tsjechië: ge1093504
- Virtual International Authority File: 236046735
- WorldCat: E39PBJfX4J473h7rGCRg6rycfq